# Starosiele (rejon maniewicki)
Starosiele (ukr. Старосі́лля) – wieś na Ukrainie, w obwodzie wołyńskim w rejonie maniewickim. Liczy 1557 mieszkańców.
Pod koniec XIX w. sioło w sąsiedztwie miasteczka Kołki.